# طوطی‌ماهی چشم‌ستاره‌ای
طوطی‌ماهی چشم‌ستاره‌ای (نام علمی: Calotomus carolinus) نام یک گونه از سرده طوطی‌ماهی‌های بدرنگ است.